# Jean Enders
Pour les articles homonymes, voir Enders.

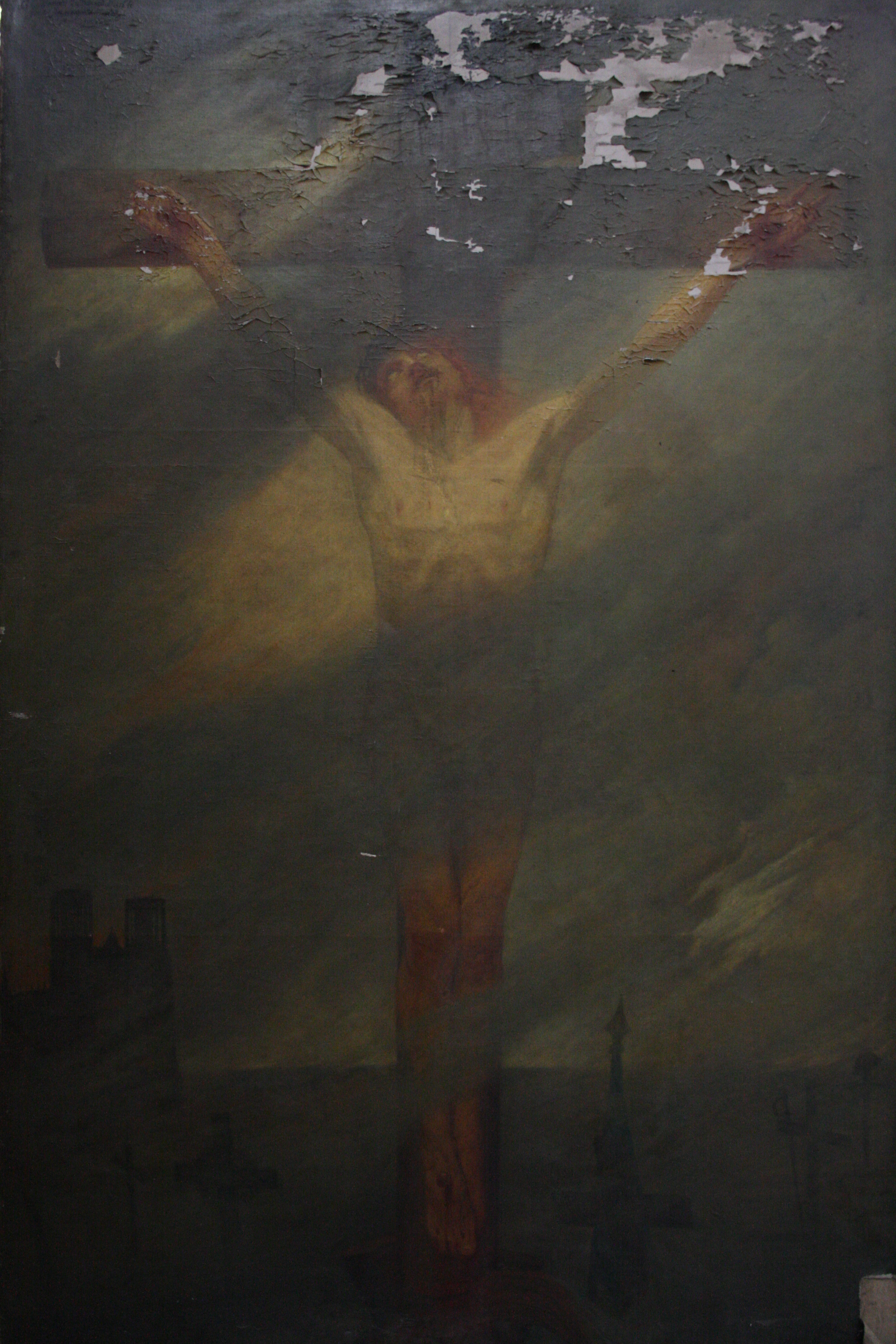
L'Incendie de la cathédrale de Reims, 1914

Jean Joseph Enders, né à Besançon le 22 août 1861 et mort à Ajaccio le 23 juin 1936, est un peintre français.

## Biographie
Jean Joseph Enders est le fils de Georges Adam Enders (1818-1896), tailleur d'habits, et de Marie Salomé Spoerry (1835-1922).
En 1888, il épouse Jeanne Marie Julie Robert.
Élève de Édouard Baille et Fernand Cormon, il expose au Salon des artistes français dès 1884 des natures mortes et des portraits et y obtient une mention honorable en 1890, une médaille de 3e classe en 1893 et une médaille de 2e classe en 1898, année où il passe en hors-concours. Il remporte aussi une médaille d'argent à l'Exposition universelle de 1900.
Avec sa femme et ses deux fils Max Charles et Robert Jack, la famille vit à Asnières, au 16 de la rue Pereire. Leur fils Jack court le Paris-Nice à moto et remporte dans la catégorie cyclecar le circuit de la grande ceinture et le meeting de Miramas.
En 1929, il présente au Salon d'hiver dont il est sociétaire, la toile Jeune chat, plusieurs paysages et des natures mortes.
Il compte parmi ses élèves Berthe Pellissier (1874-1942) et Oscar Koelliker (1882-?).
Il meurt le 23 juin 1936 à Ajaccio où il séjournait pour y peindre.

## Œuvres
Il sera chargé de la décoration de l'hôtel de ville de Romainville et de l'hôtel de ville de Vanves.